# John Homans (Mediziner, 1877)
John Homans (* 1877 in Boston; † 1954) war ein US-amerikanischer Chirurg und einer der bekanntesten Chirurgen seiner Zeit.

## Leben
Homans war Allgemeinchirurg mit besonderen Interessen in der Therapie von venösen Gefäßerkrankungen. Er führte am Peter Bent Brigham Hospital in Boston das Fachgebiet Gefäßchirurgie ein. Homans war Gründungsmitglied der Society for Vascular Surgery.
Homans wurde bekannt für die Prävention der Lungenembolie mittels Unterbindung der V. femoralis superficialis (auch als Homans-Operation bezeichnet),  für die Modifikation der Kondoleon-Operation des Lymphödems und für das Eintreten für die Krossektomie in der Varizenchirurgie. Nach Homans ist auch das Homans-Zeichen benannt. Dabei handelt es sich um ein klinisches Zeichen, das auf eine tiefe Beinvenenthrombose hinweisen kann.

## Veröffentlichungen
- Thrombosis of the deep leg veins due to prolonged sitting. In: The New England journal of medicine. Band 250, Nummer 4, Januar 1954, ISSN 0028-4793, S. 148–149, doi:10.1056/NEJM195401282500404, PMID 13119864.
- Diseases of the veins. In: The New England Journal of Medicine. Band 235, Nummer 5, August 1946, ISSN 0028-4793, S. 163–167, PMID 20993045.
- A Textbook of Surgery. Thomas, 1948